# Ухоловский район
У́холовский райо́н — административно-территориальная единица (район) и муниципальное образование (муниципальный район) на юге Рязанской области России.
Административный центр — посёлок городского типа Ухолово.

## География
Площадь района — 956 км². Основные реки — Хупта, Мостья, Ибердь (притоки Оки), Лесной Воронеж.
Почвы преимущественно чернозёмные. Пашня занимает 74 % земли района. Леса занимают небольшой участок земли на северо-западе района.
Полезные ископаемые: фосфориты, глины, минеральные краски, пески формовочные, кварцевые и для дорожностроительных работ.

## История
Земли края, вплотную соприкасаясь с Диким полем, являлись южными рубежами Рязанского княжества, практически не были заселены до середины XVII века.
До 1929 года территория нынешнего района входила в состав Ряжского уезда. Ухоловский район был образован 12 июля 1929 года в составе Рязанского округа Московской области. В его состав вошли следующие сельсоветы:
- из Коноплинской волости: Барановский, Богородицкий, Волынщинский, Воронежско-Верховский, Голицынский, Коноплинский, Новодеревенский, Пушкинский, Таптыковский
- из Ухоловской волости: Александровский, Борисовский, Бутырский, Глинковский, Дегтяно-Борковский, Дубровский, Кензинский, Кобылинский, Кукуевский, Курбатовский, Лубянский, Меньковский, Мостинский, Нарышкинский, Ольховский, Погореловский, Поляковский, Самодуровский, Смолеевский, Соловачевский, Ухоловский, Чуриловский, Ясеновский.

18 мая 1931 года Дубровский и Нарышкинский с/с были объединены в Покровский с/с.
26 сентября 1937 года Ухоловский район вошёл в состав Рязанской области.

## Население
| 1939   | 1959    | 1970    | 1979    | 1989    | 2002    | 2009    | 2010  | 2012  |
| ------ | ------- | ------- | ------- | ------- | ------- | ------- | ----- | ----- |
| 45 032 | ↘23 771 | ↘19 698 | ↘15 814 | ↘13 509 | ↘11 725 | ↘10 801 | ↘9532 | ↘9497 |
| 2013   | 2014    | 2015    | 2016    | 2017    | 2018    | 2019    | 2020  | 2021  |
| ↘9324  | ↘9185   | ↘9062   | ↘8946   | ↘8907   | ↘8681   | ↘8486   | ↘8270 | ↗8521 |
| 2023   |         |         |         |         |         |         |       |       |
| ↘8264  |         |         |         |         |         |         |       |       |

### Урбанизация
Городское население (посёлок городского типа  Ухолово) составляет 46,7 % населения района.

### Национальный состав
По итогам переписи населения 2020 года проживали следующие национальности (национальности менее 0,1 % и другое, см. в сноске к строке «Другие»):
| Национальность | Численность, чел. | Доля     |
| -------------- | ----------------- | -------- |
| Русские        | 7974              | 93,58 %  |
| Ингуши         | 66                | 0,77 %   |
| Азербайджанцы  | 60                | 0,70 %   |
| Армяне         | 37                | 0,43 %   |
| Киргизы        | 31                | 0,36 %   |
| Украинцы       | 31                | 0,36 %   |
| Татары         | 28                | 0,33 %   |
| Рутульцы       | 24                | 0,28 %   |
| Таджики        | 20                | 0,23 %   |
| Аварцы         | 19                | 0,22 %   |
| Мордва         | 16                | 0,19 %   |
| Чеченцы        | 14                | 0,16 %   |
| Лезгины        | 11                | 0,13 %   |
| Другие         | 190               | 2,26 %   |
| Итого          | 8521              | 100,00 % |

## Территориальное устройство
В рамках административно-территориального устройства, Ухоловский район включает 1 посёлок городского типа и 4 сельских округа.
В рамках организации местного самоуправления, муниципальный район делится на 5 муниципальных образований, в том числе 1 городское и 4 сельских поселения.
| № | Муниципальное образование       | Административный центр | Количество населённых пунктов | Население (чел.) | Площадь (км²) |
| - | ------------------------------- | ---------------------- | ----------------------------- | ---------------- | ------------- |
| 1 | Ухоловское городское поселение  | пгт Ухолово            | 4                             | ↘4158            | 97,07         |
| 2 | Калининское сельское поселение  | посёлок Калинин        | 11                            | ↗1011            | 243,81        |
| 3 | Коноплинское сельское поселение | село Коноплино         | 11                            | ↗809             | 187,37        |
| 4 | Ольховское сельское поселение   | село Ольхи             | 16                            | ↗1346            | 244,97        |
| 5 | Смолеевское сельское поселение  | село Смолеевка         | 11                            | ↗1048            | 183,01        |

## Населённые пункты
В Ухоловском районе 53 населённых пункта, в том числе 1 городской (пгт) и 52 сельских.
| №  | Населённый пункт     | Тип             | Население | Муниципальное образование       |
| -- | -------------------- | --------------- | --------- | ------------------------------- |
| 1  | Аксень               | деревня         | 0         | Смолеевское сельское поселение  |
| 2  | Александровка        | село            | ↘292      | Калининское сельское поселение  |
| 3  | Арженеевка           | деревня         | 5         | Смолеевское сельское поселение  |
| 4  | Березники            | посёлок         | 0         | Ольховское сельское поселение   |
| 5  | Богородицкое         | село            | ↘182      | Коноплинское сельское поселение |
| 6  | Борисовка            | деревня         | ↘6        | Ольховское сельское поселение   |
| 7  | Веревкин Хутор       | посёлок         | 12        | Ольховское сельское поселение   |
| 8  | Волынщино            | село            | ↘140      | Коноплинское сельское поселение |
| 9  | Воронежские Верхи    | село            | ↘1        | Коноплинское сельское поселение |
| 10 | Дегтяные Борки       | село            | ↘245      | Калининское сельское поселение  |
| 11 | Заречье              | село            | 137       | Коноплинское сельское поселение |
| 12 | Зароща               | посёлок         | 0         | Калининское сельское поселение  |
| 13 | Зорино               | село            | ↘11       | Калининское сельское поселение  |
| 14 | Калейминовка         | деревня         | →0        | Ухоловское городское поселение  |
| 15 | Калинин              | посёлок         | 292       | Калининское сельское поселение  |
| 16 | Кензино              | посёлок станции | 20        | Смолеевское сельское поселение  |
| 17 | Кензино              | село            | ↘67       | Ухоловское городское поселение  |
| 18 | Клинок               | деревня         | 10        | Ольховское сельское поселение   |
| 19 | Кобылино             | село            | ↘68       | Смолеевское сельское поселение  |
| 20 | Колобовка            | деревня         | 8         | Смолеевское сельское поселение  |
| 21 | Коноплино            | село            | ↘189      | Коноплинское сельское поселение |
| 22 | Корбашовские Выселки | посёлок         | 2         | Ольховское сельское поселение   |
| 23 | Красная Слобода      | деревня         | 18        | Калининское сельское поселение  |
| 24 | Красный              | посёлок         | 99        | Калининское сельское поселение  |
| 25 | Куприно              | посёлок         | 0         | Ольховское сельское поселение   |
| 26 | Курбатовка           | деревня         | ↘24       | Калининское сельское поселение  |
| 27 | Лубянки              | село            | ↘224      | Смолеевское сельское поселение  |
| 28 | Ляпуновка            | деревня         | 4         | Смолеевское сельское поселение  |
| 29 | Марцинане            | посёлок         | 2         | Смолеевское сельское поселение  |
| 30 | Мостье               | село            | ↘150      | Калининское сельское поселение  |
| 31 | Новая                | деревня         | 0         | Коноплинское сельское поселение |
| 32 | Ольхи                | село            | ↘367      | Ольховское сельское поселение   |
| 33 | Ольховские Выселки   | посёлок         | 0         | Ольховское сельское поселение   |
| 34 | Погореловка          | село            | ↘232      | Ухоловское городское поселение  |
| 35 | Покровское           | село            | ↘562      | Ольховское сельское поселение   |
| 36 | Поляки               | деревня         | ↘33       | Калининское сельское поселение  |
| 37 | Поляковские Выселки  | посёлок         | 11        | Калининское сельское поселение  |
| 38 | Прибытки             | деревня         | 11        | Коноплинское сельское поселение |
| 39 | Пронск               | село            | ↘59       | Коноплинское сельское поселение |
| 40 | Пушкино              | село            | ↘0        | Коноплинское сельское поселение |
| 41 | Сатино               | село            | ↘102      | Коноплинское сельское поселение |
| 42 | Свобода              | посёлок         | 0         | Ольховское сельское поселение   |
| 43 | Свободный            | посёлок         | 0         | Ольховское сельское поселение   |
| 44 | Смирновка            | посёлок         | 0         | Ольховское сельское поселение   |
| 45 | Смолеевка            | село            | ↘331      | Смолеевское сельское поселение  |
| 46 | Соловачево           | деревня         | ↘76       | Ольховское сельское поселение   |
| 47 | Сухарево             | деревня         | 36        | Смолеевское сельское поселение  |
| 48 | Таптыки              | село            | ↘2        | Коноплинское сельское поселение |
| 49 | Ухолово              | пгт             | ↘3859     | Ухоловское городское поселение  |
| 50 | Чуриловка            | село            | ↘98       | Смолеевское сельское поселение  |
| 51 | Щурово               | деревня         | 9         | Ольховское сельское поселение   |
| 52 | Ялта                 | посёлок         | 0         | Ольховское сельское поселение   |
| 53 | Ясенок               | село            | ↘264      | Ольховское сельское поселение   |

## Руководство
Председатель совета депутатов (глава муниципального образования) — Шмаева Надежда Ивановна.
Глава администрации — Зуев Анатолий Анатольевич.

## Экономика
Сельское хозяйство ориентировано на производства зерна, картофеля, сахарной свёклы, молока, мяса. Промышленные предприятия: Ухоловский завод «Строммашина»-закрыт.

## Транспорт
Через район проходят ветка Куйбышевской железной дороги (однопутка) «Ряжск — Вернадовка — Пенза», связывающая Ухолово с железнодорожными станциями района — Кензино и Сербино, а также автомобильные дороги на Рязань, Москву и Р125 «Ряжск — Касимов — Муром — Павлово — Нижний Новгород».

## Люди, связанные с районом
Почётные граждане Ухоловского района
- Перепёлкина, Александра Фёдоровна (1924) — заслуженный работник культуры РФ.
- Копытова, Мария Егоровна (род. 1926 год, село Лубянки, Рязанская губерния) — Герой Социалистического Труда[28]

Известные уроженцы
См. также: Категория:Родившиеся в Ухоловском районе